# Сарт (род)
Сарт (баш. Һарт) — племя в составе башкиров.

## История
Согласно этногенетическим преданиям и шежере, эпонимы рода сарт и других башкирских родов являлись сыновьями легендарного предка башкир Иштека. Эти шежере-предания описаны в работах Ялсыгула Таджетдина Аль-Башкорди (1768—1838) и Мухаметсалима Уметбаева (1841—1907).
В XII—XIV веках род сарт входит в состав башкирского народа и образует аймак в его составе. Становится частью родо-племенного объединения Айле.
В башкирском эпосе «Последний из Сартаева рода» описана жизнь жившего в XIV веке главы рода сарт Ялыка Бия. Вместе со своими сыновьями Кармасаном и Сармасаном Ялык воевал против войск Хромого Тимура. По именам его погибших в сражениях сыновей были названы реки — притоки Агидели — Кармасан и Сармасан.
Позднее входит в состав Сибирского ханства, в XV-XVII веках вместе с другими родами объединения Айле находится в оппозиции к потомкам хана Кучума. После вхождения Башкортостана в состав Русского царства сарты в основном проживают на территории Сибирской даруги, несколько аулов находятся на территории Ногайской даруги.
В XVII—XVIII веках род участвует в Башкирских восстаниях против Русского царства. Известно о руководителях Башкирского восстания 1704—1711 годов на северо-востоке исторического Башкортостана от рода сарт — это: Байкусук, Калмаккул Каракусуков и Акымбет Уразов. В ходе этого восстания Калмаккул (Кулманкул) Каракусуков стал одним из самых близких однополчан тархана Алдара Исекеева и советником объявленного со стороны башкир хана Ырысмухамета («отец хана»). В 1715 году группа сартов во главе с Акымбетом Уразовым, пришедшего из аула Лабау, принимается башкирами волости Бикатин как равноправные члены общины. В конце 1740-х годов большая часть живущих здесь сартов переселяются на территории современного Сафакулевского района Курганской области и образуют здесь волость Сарт.
В ходе Башкирских восстаний 1735—1740 годов волость Сарт стала одной из основных баз восставших на территории Сибирской даруги. Руководителями восстания в волости были Калмаккул Каракусуков, Юсупкул и Сулейман, также в числе участников восстания известен Абдрашит Уразов. Позднее Калмаккул был приговорен к смертной казни в Мензелинской крепости, известно об участии в восстании его сыновей Кадыра и Кусея.
Во время Крестьянской войны 1773—1775 годов старшина сартской волости Уметей Уразымбетов был одним из самых активных воинов войска Салавата Юлаева.

## Территория расселения
| Субъект Российской Федерации | Район                 | Населенные пункты |
| ---------------------------- | --------------------- | --- |
| Башкортостан                 | Дуванский район       | Ариево, Старохалилово, Кисебаево, Каракулево, Мулькатово, Маржангулово, Нижнее Абсалямово, Верхнее Абсалямово, Абдрашитово, Ахметово, Новохалилово |
| Башкортостан                 | Иглинский район       | Сарт-Лобово |
| Башкортостан                 | Кармаскалинский район | Курыкарлыманово, Сарт-Наурузово, Сарт-Чишма, Новое Сарт-Наурурзово, Новая Сарт-Чишма                                                               |
| Башкортостан                 | Чишминский район      | Илькашево |
| Башкортостан                 | Учалинский район      | Каипкулово (Сарт) |
| Курганская область           | Сафакулевский район   | Азналино, Баязитово, Малое Султаново, Большое Султаново, Сарт-Абдрашево                                                                            |